# Iso Kivijärvi (sjö i Birkaland)
Iso Kivijärvi är en sjö i Finland. Den ligger i Parkano stad i landskapet Birkaland, i den sydvästra delen av landet, 240 km nordväst om huvudstaden Helsingfors. Iso Kivijärvi ligger 149 meter över havet. Arean är 47,4 hektar och strandlinjen är 4,81 kilometer lång. Sjön  ingår i Kumo älvs huvudavrinningsområde.   I omgivningarna runt Iso Kivijärvi växer i huvudsak blandskog.